# Jane Olivor
Jane Olivor, geboren als Linda Cohen (New York, 1 januari 1947), is een Amerikaanse popzangeres.

## Carrière
Net als Barbra Streisand had Jane Olivor sinds het begin van haar carrière een grote fangemeenschap bij homoseksuelen. In het clubcircuit van de vroege jaren 1970 in Manhattan had ze zich al een naam als uitgesproken vertolkster gemaakt. In 1976 tekende ze een contract bij Columbia Records en nam in hetzelfde jaar haar debuut First Night op, dat coverversies bevatte als Vincent (Don McLean), Come Softly To Me (The Fleetwoods), Better Days (Melissa Manchester) en One More Ride On The Merry-Go-Round (Neil Sedaka). Haar gevoelige interpretatie van Some Enchanted Evening uit de musical South Pacific was haar eerste contact met de Amerikaanse singlehitlijst (91e plaats.) 
Samen met Johnny Mathis zong Olivor het nummer The Last Time I Felt Like This uit de film Same Time Next Year (hoofdrol Ellen Burstyn), dat later in de categorie Beste song werd genomineerd voor een Oscar. Met een remake van de klassieker He's So Fine van The Chiffons behaalde ze in hetzelfde jaar een bescheiden hit in de pophitlijst (77e plaats). Als live-artieste beleefde ze haar hoogtepunt als headliner in het beroemde Greek Theatre in Los Angeles en de Carnegie Hall in New York.
Tot 1982 verschenen regelmatig albums, waaronder The Best Side of Goodbey (58e plaats, VS albumhitlijst) die zich wel solide verkochten, maar de zangeres echter niet uit de cultsterrenhoek konden bevrijden. Bovendien leed Jane Olivor aan een ziekelijke plankenkoorts, hetgeen optredens moeilijk maakte. Een groot nadeel voor een zangeres, die pas in nachtclubs het publiek vond. Vanaf 1983 trok ze zich beetje bij beetje uit de showbusinness terug, hetgeen hoogstwaarschijnlijk ook gelegen zal hebben aan haar conflicten met Columbia Records. Een criticus noemde haar de Amelia Earhart van de popmuziek.
In de jaren 1990 trad Olivor geleidelijk weer vaker op en beleefde daarbij een zeer loyaal publiek, dat haar in die jaren niet had vergeten. Love Decides beëindigde in 2000 ook de 20-jarige onderbreking van de opnamestudio. In het daarop volgende jaar volgde het kerstalbum Songs of the Season en in 2004 schitterde ze met de echte terugkeer van haar livealbum en dvd Safe Return.

## Privéleven
In 1983 trouwde ze, maar iets later kreeg ze te horen, dat haar man aan kanker leed. Deze overleed in 1986.

## Discografie

### Studio- en livealbums
- 1976: First Night (Columbia)
- 1977: Chasing Rainbows (Columbia)
- 1978: Stay the Night (Columbia)
- 1980: The Best Side of Goodbye (Columbia)
- 1982: In Concert (live) (Columbia)
- 2000: Love Decides (Varese)
- 2001: Songs of the Season (Varese)
- 2004: Safe Return (live) (PS Classics)

### Compilaties
- 1981: Enchanted Evening (CBS, alleen in Australië)
- 1995: So Fine (Sony)
- 2004: The Best of Jane Olivor (Sony)

- International Standard Name Identifier: 0000 0000 7926 8093
- Library of Congress Control Number: n92005023
- MusicBrainz: 2e4a98a3-6c79-4372-8f66-54201c86cdad
- Nationale Bibliotheek van Tsjechië: ola2002159272
- Nederlandse Thesaurus van Auteursnamen: 07309563X
- Virtual International Authority File: 21328026
- WorldCat: E39PBJwCVD87TCT3wMJqh3cpT3